# Nelson Romero Guzmán
Nelson Romero Guzmán (Ataco, Tolima, 1962) es un poeta y ensayista colombiano, considerado uno de los mejores poetas de la literatura colombiana contemporánea. Actualmente labora en la Universidad del Tolima como profesor, integrante del Grupo de Investigación en Literatura del Tolima y editor de las revistas Ergoletrías, Entre líneas e Ideales.

## Biografía
Nacido en un municipio del sur del Tolima, tuvo una infancia arraigada al campo. Comenzó a escribir a los 18 años, en la secundaria. Habiendo estudiado hasta quinto de bachillerato en Ataco, en Bogotá lo terminó en el Gimnasio Libertad.
Estudió Filosofía y letras en la Universidad Santo Tomás de Bogotá y la maestría en Literatura en la Universidad Tecnológica de Pereira. En 1999 obtuvo el Premio de Poesía de la Universidad de Antioquia. En 2015 obtuvo el Premio Casa de las América con su libro Bajo el brillo de la luna otorgado en Cuba por un jurado que estuvo conformado por Piedad Bonnett, Manuel Orestes Nieto, Tony Raful, Ariel Silva Colomer y Alex Fleites .

## Obras

### Poesía
- Días sonámbulos (1988).
- Rumbos (1993).
- Surgidos de la luz (2000).
- Grafías del insecto (2005).
- La quinta del sordo (2006).
- Obras de mampostería (2007).
- Apuntes para un cuaderno secreto (2011).
- Música Lenta (2014).
- Bajo el brillo de la luna (2015).
- La locura de los girasoles (2015).
- Oficios varios (2019).

### Ensayo
- El espacio imaginario en la poesía de Carlos Obregón (2012).
- El porvenir incompleto, tres novelas históricas colombianas (2012).
- Aproximación crítica al cuento de Ibagué y del Tolima (tomo II, 2018). En coautoría con Jorge Ladino Gaitán Bayona y Leonardo Monroy Zuluaga.
- Miradas, bosquejos y alucinaciones (2018). En coautoría con Carlos Arturo Gamboa y Aldemar Segura Escobar.

## Premios
- Premio de Poesía Universidad de Antioquia (1999).
- Premio Nacional de Poesía Ciudad de Bogotá (2007).
- Premio Casa de las Américas (2015).
- Premio Nacional de Poesía del Ministerio de Cultura (2015).